# North Esporte Clube
O North Esporte Clube é um clube de futebol brasileiro da cidade de Montes Claros, em Minas Gerais. Foi fundado em 27 de junho de 2022 por Victor Felipe Oliveira, e atualmente disputa o Campeonato Mineiro de Futebol. Disputa os seus jogos no Estádio José Maria de Melo, popularmente chamado de Campo do Cassimiro. Suas cores principais são o azul, preto, branco e dourado.

## História
Fez sua estreia profissional na Segunda Divisão do Campeonato Mineiro em 2022. Classificou para a segunda fase em primeiro lugar com 16 pontos em 7 jogos no Grupo A, avançando para as quartas de final enfrentar o Novo Esporte. No jogo de ida, ganhou com um placar de 3 a 2, e na volta empatou em 0 a 0, se classificando para as semifinais indo enfrentar o Valeriodoce. No jogo de ida, empatou com um placar de 0 a 0, e na volta, ganhando de 1 a 0, foi para a decisão contra o Coimbra onde empatou as duas partidas em 0 a 0 e 1 a 1, sendo campeão por ter a melhor campanha na primeira fase. 
Em 2023, o Rei do Norte fez quatro seletivas regionais para montar a equipe,  terminando a fase classificatória em oitavo lugar, sem passar para a próxima etapa da competição.
Em 2024, com um investimento milionário para a criação do Centro de Treinamento e a contratação de novos gladiadores,  a equipe se classificou para a fase triangular, mas não conseguiu o acesso. Apesar dos placares favoráveis em casa, o time deixou a desejar quando jogava fora de Montes Claros. 
Em 2025, o clube, na fase de grupos, terminou na vice-liderança do grupo B, com quatro vitórias, quatro empates e duas derrotas em dez jogos, garantindo vaga no triangular.  Após o Tribunal de Justiça Desportiva de Minas Gerais homologar a vitória sobre o Patrocinense por 2 a 1, na quinta rodada do triangular final, o Rei do Norte chegou a oito pontos, garantindo vaga na elite do Mineiro em 2026. 
Na ida, o time ficou no empate sem gols contra a URT no Estádio Zama Maciel, em Patos de Minas.  Na volta, o clube venceu a partida por 1 a 0 e foi campeão do Módulo II do Campeonato Mineiro. 

## Símbolos

### Escudo
| Evolução do escudo do North Esporte Clube | Evolução do escudo do North Esporte Clube | Evolução do escudo do North Esporte Clube | Evolução do escudo do North Esporte Clube | Evolução do escudo do North Esporte Clube | Evolução do escudo do North Esporte Clube | Evolução do escudo do North Esporte Clube | Evolução do escudo do North Esporte Clube |
| 2022 - atualmente                         |                                           |                                           |                                           |                                           |                                           |                                           |                                           |
| ----------------------------------------- | ----------------------------------------- | ----------------------------------------- | ----------------------------------------- | ----------------------------------------- | ----------------------------------------- | ----------------------------------------- | ----------------------------------------- |

#### Significado
No meio do escudo aparece o Fênix, simbolizando o renascimento do futebol na região, além do sol, presença marcante no sertão do Norte de Minas, junto das sete estrelas que representam as microrregiões de Montes Claros, Bocaiuva, Janaúba, Januária, Grão Mogol, Salinas e Pirapora.

### Mascote
O mascote oficial do clube é o Gladiador.

## Títulos
| ESTADUAIS | ESTADUAIS                            | ESTADUAIS | ESTADUAIS  |
|           | Competição                           | Títulos   | Temporadas |
| --------- | ------------------------------------ | --------- | ---------- |
|           | Campeonato Mineiro - Módulo II       | 1         | 2025       |
|           | Campeonato Mineiro - Segunda Divisão | 1         | 2022       |

## Estatísticas
|  | Participações em 2026 |

| Competição   | Competição         | Temporadas | Melhor campanha | Estreia | Última | P | R |
| Minas Gerais | Campeonato Mineiro | 1          | Estreia (2026)  | 2026    | 2026   |   | – |
| Minas Gerais | Módulo II          | 3          | Campeão (2025)  | 2023    | 2025   | 1 | – |
| Minas Gerais | Segunda Divisão    | 1          | Campeão (2022)  | 2022    | 2022   | 1 |   |